# Macrosolen robinsonii
Macrosolen robinsonii là một loài thực vật có hoa trong họ Loranthaceae. Loài này được (Gamble) Danser mô tả khoa học đầu tiên năm 1929.